# Olivier Jules Richard
Olivier Jules Richard (ur. 22 marca 1836 w La Mothe-Saint-Héray, zm. 7 stycznia 1896) – francuski lichenolog. 
Olivier Jules Richard najpierw studiował medycynę, a potem prawo w Paryżu. Po ukończeniu studiów pracował jako prokurator w Marennes (1873–76), La Roche-sur-Yon (1876–85) i Poitiers (1885–91). Jego hobby były porosty. W 1890 roku został członkiem Société botanique de France.
Opisał nowe taksony porostów. W ich naukowych nazwach dodawany jest skrót jego nazwiska O.J. Rich.

## Publikacje
- 1881, De la Culture, au point de vue ornemental, des plantes indigènes de la Vendée et des départements voisins. de L. Gasté. 99 pp.
- 1891, Notice sur la culture de la ramie. 7 pp. (reprinted from Bulletin de la Société d'agriculture, belles-lettres, sciences et arts de Poitiers 1891, no. 309)[5]
- 1883, La synthèse byro-lichénique. 7 pp. (reprinted from Le naturaliste)
- 1883, Étude sur les substratums des Lichens. L. Clouzot, 87 pp.
- 1884, "Les céphalodies des lichens et le Schwendenerisme". Guide scientifique: Journal de l'amateur des sciences: 4 pp.
- 1884, L'autonomie des lichens: ou, Réfutation du Schwendenérisme. Lechevalier. 59 pp.
- 1884, Instructions pratiques pour la formation et la conservation d'un herbier de lichens. Lechevalier. 44 pp.
- 1887, "Encore le Schwendenerisme". Revue Mycologique 9: 98-100. (2 pp.)
- 1877, Catalogue des lichens des Deux-Sèvres. L. Clouzot. 50 pp.
- 1888, Florule des clochers et des toitures des églises de Poitiers (Vienne). Lechevalier. 50 pp.